# Enkimdu (cràter)
Enkimdu és un cràter sobre la superfície del planeta nan Ceres, situat amb el sistema de coordenades planetocèntriques a 79.5 ° de latitud nord i 261.8 ° de longitud est. Fa un diàmetre de 9 km. El nom va ser fet oficial per la UAI l'11 d'agost del 2017 i fa referència a Enkimdu, divinitat de l'agricultura de la mitologia sumèria.